# Eupithecia olgae
Eupithecia olgae is een vlinder uit de familie van de spanners (Geometridae). De wetenschappelijke naam van de soort is voor het eerst geldig gepubliceerd in 1986 door Mironov.
De soort komt voor in Centraal-Azië.